# Vitracar
Vitracar is een monotypisch geslacht van tweekleppigen uit de  familie van de Arcidae (arkschelpen).

## Soorten
- Vitracar sulcata (Lamarck, 1819)